# Video 8

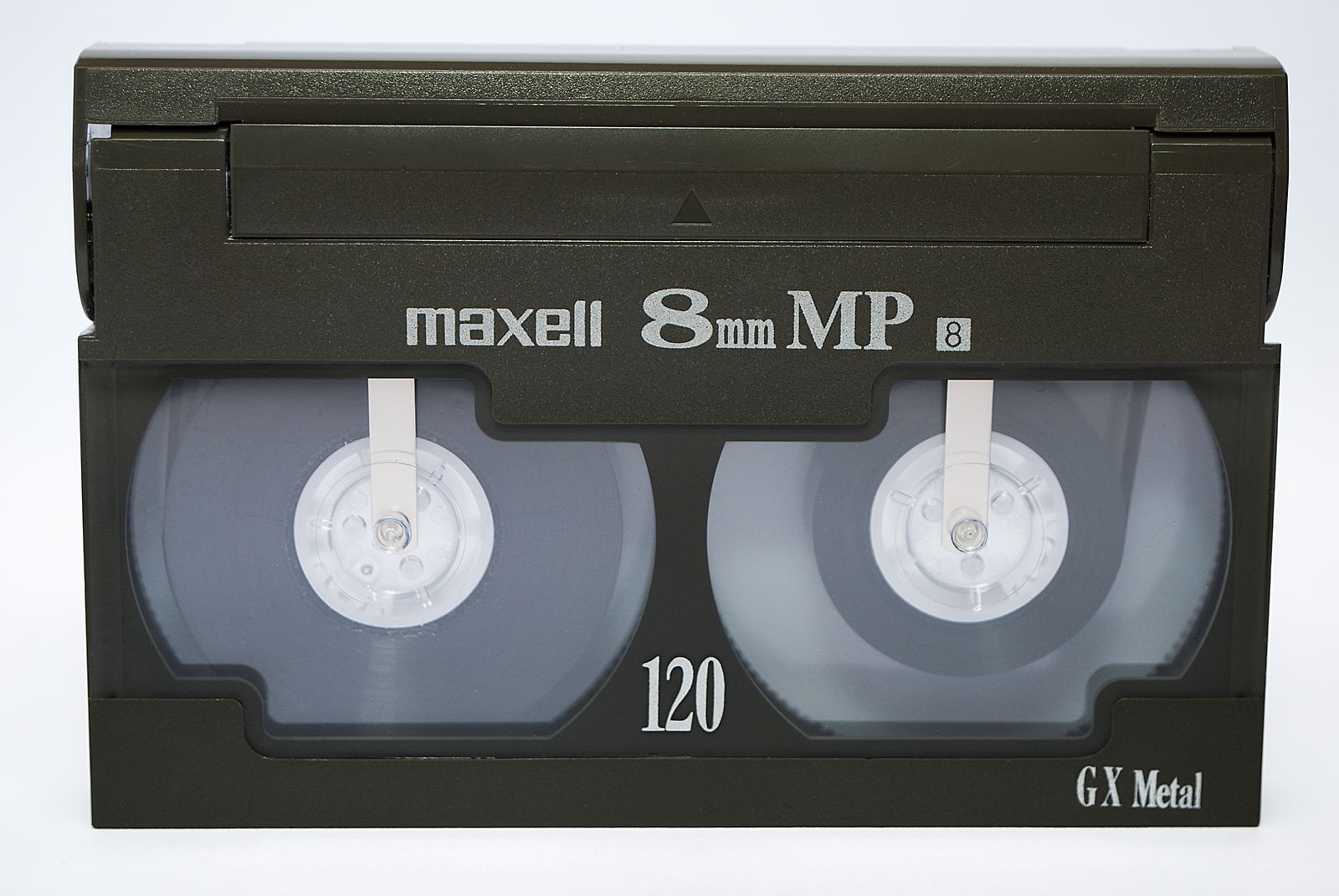
Cinta de vídeo de 8 mm

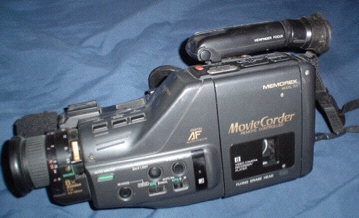
Càmera de Video8 d'aficionat de la dècada de 1990

El Video8 és un tipus de cinta introduït per Sony el 1985 per reemplaçar la seva pròpia cinta de Betamax i la seva competència de JVC VHS.

## Història
El 1984 Sony, per competir amb l'èxit comercial del format VHS, va decidir redissenyar el format de les cintes de vídeo per millorar vídeo, àudio i grandària. D'aquesta manera, el 1985 va comercialitzar la cinta de 8 mm amb el nom Video8, així com una àmplia gamma de videocàmeres de mà i professionals, tant per a la televisió, com per al consumidor habitual.
El 1986 era un format usat en tota Amèrica en la seva versió NTSC i a zones d'Europa i Rússia, amb la seva versió PAL/SECAM com a mitjà d'emmagatzematge en vídeo amateur i com a equip de televisió portable.
El 1989, després de suspendre el seu format Betamax, va començar a distribuir la seva línia de càmeres Handycam, fetes per al consumidor amb el propòsit que aquest gravés els seus moments especials en un format de gran qualitat. El mateix any Sony va llançar els seus vídeos d'alta qualitat Sony Hi8 i va millorar, així, la qualitat del Video8.

## Especificacions tècniques
Aquest tipus de cinta és de grandària similar al d'un casset, només una mica més ample. L'amplada de la cinta és de 8 mm, amb un sistema d'exploració helicoidal en FM similar al del VHS, només que amb una freqüència més alta per a una major qualitat d'àudio i vídeo. A diferència del VHS, que només projecta 150 línies horitzontals, i el Betamax, que només projecta 200 línies, el Video8 projecta 250 línies horitzontals en NTSC i PAL/SECAM, i augment, d'aquesta manera, la seva definició de vídeo.
La banda d'àudio, a diferència de les cintes abans esmentades (que fan servir la banda d'àudio a la vora de la cinta), aquest utilitza la banda al centre i obté un major rang de freqüència i qualitat.